# Herb Elliott
Herb James Elliott, MBE (* 25. února 1938 Perth) je bývalý australský atlet, olympijský vítěz v běhu na 1500 metrů na olympijských hrách v Římě.
Držel světové rekordy v bězích na 1500 metrů (1958–1967) a na jednu míli (1958–1962). Ve své seniorské kariéře nebyl na těchto tratích poražen.
V roce 1958 vybojoval dvě zlaté medaile na hrách Commonwealthu v Cardiffu. Zvítězil v běhu na 880 yardů (1:49,3 /1:49,32) a v běhu na 1 míli (3:59,0 / 3:59,03). Ve stejném roce také vytvořil časem 3:54,5 světový rekord na 1 míli (Dublin, 6.8.1958) a v mezičase tohoto běhu se jako první atlet zemí Commonwealthu dostal na distanci 1500 metrů pod hranici 3 minut a 40 sekund (3:39,6). Brzy nato překonal v běhu na 1500 metrů časem 3:36,0 rok starý světový rekord československého běžce Stanislava Jungwirtha.
V roce 1959 se oženil a málem zanechal sportovní činnosti, ale zlákala ho vidina olympijské medaile. Na olympiádě v Římě jeho trenér Percy Cerutty zvolil taktiku nástupu v polovině trati, která dovedla Elliotta k vítězství o 20 metrů v novém světovém rekordu 3:35,6 minuty. Sportovní kariéru ukončil v květnu 1961.

## Herb Elliott v atletických tabulkách své doby

### dlouhodobé světové tabulky v běhu na 1500 m mužů k 31.12.1958
3:36,0 Herb Elliott (Austrálie), 1938, 1, Göteborg 28.8.1958
3:38,1 Stanislav Jungwirth (Československo), 1930, 1, Stará Boleslav 12.7.1957
3:38,8 Murray Halberg (Nový Zéland), 1933, 2, Oslo 5.9.1958
3:39,8 Arne Hamarsland (Norsko), 1933, 3, Oslo 5.9.1958
3:40,0 István Rózsavölgyi (Maďarsko), 1929, 4, Göteborg 28.8.1958
3:40,2 Olavi Salsola (Finsko), 1933, 1, Turku 11.7.1957
3:40,2 Olavi Salonen (Finsko), 1933, 2, Turku 11.7.1957
3:40,3 Olavi Vuorisalo (Finsko), 1933, 3, Turku 11.7.1957
3:40,8 Sándor Iharos (Maďarsko), 1930, 1, Helsinky 28.7.1955
3:40,8 László Tábori (Maďarsko), 1931, Oslo 6.9.1955
3:40,8 Gunnar Nielsen (Dánsko), 1928, Oslo 6.9.1955
3:40,8 Dan Waern (Švédsko), 1933, 4, Turku 11.7.1957

### dlouhodobé světové tabulky v běhu na 1500 m mužů k 31.12.1960
3:35,6 Herb Elliott (Austrálie), 1938, 1, Řím 6.9.1960
3:38,1 Stanislav Jungwirth (Československo), 1930, 1, Stará Boleslav 12.7.1957
3:38,4 MIchel Jazy (Francie), 1936, 2, Řím 6.9.1960
3:38,6 Dan Waern (Švédsko), 1933, 2, Göteborg 18.9.1960
3:38,7 Siegfried Valentin (NDR), 1936, 1, Postupim 27.8.1960
3:38,8 Murray Halberg (Nový Zéland), 1933, 2, Oslo 5.9.1958
3:38,8 István Rózsavölgyi (Maďarsko), 1929, 1, Budapest 30.7.1960
3:39,8 Arne Hamarsland (Norsko), 1933, 3, Oslo 5.9.1958
3:40,2 Olavi Salsola (Finsko), 1933, 1, Turku 11.7.1957
3:40,2 Olavi Salonen (Finsko), 1933, 2, Turku 11.7.1957